# Гиршман, Яков Моисеевич
Яков Моисеевич Гиршман (25 сентября 1913 — 17 ноября 1990) — советский музыковед, профессор Казанской консерватории. Заслуженный деятель искусств РСФСР (1984).

## Биография
Родился 25 сентября 1913 года в Чите в еврейской семье. В детстве учился игре на фортепьяно, в конце 1920-х гг. работал аккомпаниатором в различных агитационно-художественных бригадах, заведующим музыкальной частью в Иркутском театре рабочей молодежи.
В 1934 году перебирается в Москву и поступает на фортепианное отделение музыкального училища им. Гнесиных. В 1938 году Гиршман поступает в Московскую консерваторию на теоретико-композиторский факультет.
После третьего курса, будучи уже женатым на Шендель Наумовне Затуловской, оказывается в рядах Московского ополчения. Служит в стрелковом полку, попадает в разведроту, дослуживается до капитана, помощника начальника штаба полка. Был ранен, но до конца 1944 года оставался на фронте (Втором Белорусском).
После демобилизации восстанавливается на четвёртом курсе. Дипломную работу, посвященную творчеству А. Н. Серова, делает под руководством профессора, знатока оперы и оперной драматургии В. Э. Фермана.
Осенью 1947 года переезжает с семьей в Казань и поступает на работу старшим преподавателем кафедры истории музыки Казанской консерватории. Впоследствии в разные годы заведовал кафедрами истории музыки, теории музыки и музыковедения.
Занимался исследованиями в области теории пентатоники, в частности применительно к татарской музыке, а также творчества И. С. Баха. Совместно с Ю. Виноградовым и З. Хайруллиной разработал программу учебного курса «История татарской советской музыки» (1955), которая используется в педагогике спустя полвека после создания. Был одним из основателей казанской музыковедческой школы, среди его учеников Г. Кантор, А. Маклыгин, И. Харкеевич, Л. Бражник, С. Раимова и др.
Брат Михаил Гиршман — литературовед, семиолог, жил и работал в Донецке. Сын Борис — музыковед, дочь Любовь — пианистка.

## Работы
- Гиршман Я. М. Салих Сайдашев. Казань, 1956.
- Гиршман Я. М. Назиб Жиганов. М., 1956.
- Гиршман Я. М. Пентатоника и её развитие в татарской музыке. М., 1960.
- Гиршман Я. М. Музыка как вид искусства. Казань, 1962.
- Гиршман Я. М. Творчество композиторов Татарии. Казань, 1965.